# Ludovic Clemente
Ludovic Clemente Garcés (Andorra la Vella, 9 maggio 1986) è un ex calciatore andorrano, di ruolo centrocampista.

## Statistiche

### Cronologia presenze e reti in nazionale
| Cronologia completa delle presenze e delle reti in nazionale ― Andorra | Cronologia completa delle presenze e delle reti in nazionale ― Andorra | Cronologia completa delle presenze e delle reti in nazionale ― Andorra | Cronologia completa delle presenze e delle reti in nazionale ― Andorra | Cronologia completa delle presenze e delle reti in nazionale ― Andorra | Cronologia completa delle presenze e delle reti in nazionale ― Andorra | Cronologia completa delle presenze e delle reti in nazionale ― Andorra | Cronologia completa delle presenze e delle reti in nazionale ― Andorra |
| Data                                                                   | Città                                                                  | In casa                                                                | Risultato                                                              | Ospiti                                                                 | Competizione                                                           | Reti                                                                   | Note                                                                   |
| ---------------------------------------------------------------------- | ---------------------------------------------------------------------- | ---------------------------------------------------------------------- | ---------------------------------------------------------------------- | ---------------------------------------------------------------------- | ---------------------------------------------------------------------- | ---------------------------------------------------------------------- | ---------------------------------------------------------------------- |
| 12-10-2005                                                             | Andorra La Vella                                                       | Andorra                                                                | 0 – 3                                                                  | Armenia                                                                | Qual. Mondiali 2006                                                    | -                                                                      | 57’                                                                    |
| 14-8-2012                                                              | Vaduz                                                                  | Liechtenstein                                                          | 1 – 0                                                                  | Andorra                                                                | Amichevole                                                             | -                                                                      | 72’                                                                    |
| 7-9-2012                                                               | Andorra La Vella                                                       | Andorra                                                                | 0 – 5                                                                  | Ungheria                                                               | Qual. Mondiali 2014                                                    | -                                                                      | 20’ 72’                                                                |
| 11-9-2012                                                              | Bucarest                                                               | Romania                                                                | 4 – 0                                                                  | Andorra                                                                | Qual. Mondiali 2014                                                    | -                                                                      |                                                                        |
| 16-10-2012                                                             | Andorra La Vella                                                       | Andorra                                                                | 0 – 1                                                                  | Estonia                                                                | Qual. Mondiali 2014                                                    | -                                                                      | 69’                                                                    |
| 14-11-2012                                                             | Andorra La Vella                                                       | Andorra                                                                | 0 – 2                                                                  | Islanda                                                                | Amichevole                                                             | -                                                                      | 70’                                                                    |
| 22-3-2013                                                              | Andorra La Vella                                                       | Andorra                                                                | 0 – 2                                                                  | Turchia                                                                | Qual. Mondiali 2014                                                    | -                                                                      | 70’                                                                    |
| 14-8-2013                                                              | Chisinau                                                               | Moldavia                                                               | 1 – 1                                                                  | Andorra                                                                | Amichevole                                                             | -                                                                      | 79’                                                                    |
| 15-10-2013                                                             | Budapest                                                               | Ungheria                                                               | 2 – 0                                                                  | Andorra                                                                | Qual. Mondiali 2014                                                    | -                                                                      | 86’                                                                    |
| 26-3-2014                                                              | Andorra La Vella                                                       | Andorra                                                                | 0 – 1                                                                  | Indonesia                                                              | Amichevole                                                             | -                                                                      | 73’                                                                    |
| 28-3-2015                                                              | Andorra La Vella                                                       | Andorra                                                                | 0 – 3                                                                  | Bosnia ed Erzegovina                                                   | Qual. Euro 2016                                                        | -                                                                      | 24’ 54’                                                                |
| 12-11-2015                                                             | Andorra La Vella                                                       | Andorra                                                                | 0 – 1                                                                  | Saint Kitts e Nevis                                                    | Amichevole                                                             | -                                                                      | 72’                                                                    |
| 26-5-2016                                                              | Bad Erlach                                                             | Azerbaigian                                                            | 0 – 0                                                                  | Andorra                                                                | Qual. Euro 2016                                                        | -                                                                      | 82’                                                                    |
| 28-5-2016                                                              | Attard                                                                 | Andorra                                                                | 0 – 1                                                                  | Moldavia                                                               | Amichevole                                                             | -                                                                      | 84’                                                                    |
| 6-9-2016                                                               | Andorra La Vella                                                       | Andorra                                                                | 0 – 1                                                                  | Lettonia                                                               | Qual. Mondiali 2018                                                    | -                                                                      | 3’ 78’                                                                 |
| 10-10-2016                                                             | Andorra La Vella                                                       | Andorra                                                                | 1 – 2                                                                  | Svizzera                                                               | Qual. Mondiali 2018                                                    | -                                                                      | 73’                                                                    |
| 22-2-2017                                                              | Serravalle                                                             | San Marino                                                             | 0 – 2                                                                  | Andorra                                                                | Amichevole                                                             | -                                                                      | 78’                                                                    |
| 25-3-2017                                                              | Andorra La Vella                                                       | Andorra                                                                | 0 – 0                                                                  | Fær Øer                                                                | Qual. Mondiali 2018                                                    | -                                                                      | 77’                                                                    |
| 9-6-2017                                                               | Andorra La Vella                                                       | Andorra                                                                | 1 – 0                                                                  | Ungheria                                                               | Qual. Mondiali 2018                                                    | -                                                                      | 83’                                                                    |
| 16-8-2017                                                              | Burton upon Trent                                                      | Andorra                                                                | 0 – 1                                                                  | Qatar                                                                  | Amichevole                                                             | -                                                                      | 77’                                                                    |
| 31-8-2017                                                              | St. Gallen                                                             | Andorra                                                                | 3 – 0                                                                  | Svizzera                                                               | Qual. Mondiali 2018                                                    | -                                                                      | 50’ 82’                                                                |
| 7-10-2017                                                              | Andorra La Vella                                                       | Andorra                                                                | 0 – 2                                                                  | Portogallo                                                             | Qual. Mondiali 2018                                                    | -                                                                      | 79’                                                                    |
| 10-10-2017                                                             | Riga                                                                   | Lettonia                                                               | 4 – 0                                                                  | Andorra                                                                | Qual. Mondiali 2018                                                    | -                                                                      | 64’                                                                    |
| 21-3-2018                                                              | La Línea de la Concepción                                              | Liechtenstein                                                          | 0 – 1                                                                  | Andorra                                                                | Amichevole                                                             | -                                                                      | 54’ 71’                                                                |
| 3-6-2018                                                               | Cova da Piedade                                                        | Andorra                                                                | 0 – 0                                                                  | Capo Verde                                                             | Amichevole                                                             | -                                                                      | 73’                                                                    |
| 18-8-2018                                                              | Grödig                                                                 | Andorra                                                                | 0 – 0                                                                  | Emirati Arabi Uniti                                                    | Amichevole                                                             | -                                                                      | 80’                                                                    |
| 6-9-2018                                                               | Riga                                                                   | Lettonia                                                               | 0 – 0                                                                  | Andorra                                                                | UEFA Nations League 2018-2019                                          | -                                                                      | 81’                                                                    |
| 10-9-2018                                                              | Andorra La Vella                                                       | Andorra                                                                | 1 – 1                                                                  | Kazakistan                                                             | UEFA Nations League 2018-2019                                          | -                                                                      | 39’ 69’                                                                |
| 22-3-2019                                                              | Andorra La Vella                                                       | Andorra                                                                | 0 – 2                                                                  | Islanda                                                                | Qual. Euro 2020                                                        | -                                                                      | 81’                                                                    |
| 25-3-2019                                                              | Andorra La Vella                                                       | Andorra                                                                | 0 – 3                                                                  | Albania                                                                | Qual. Euro 2020                                                        | -                                                                      | 67’                                                                    |
| 8-6-2019                                                               | Chisinau                                                               | Moldavia                                                               | 1 – 0                                                                  | Andorra                                                                | Qual. Euro 2020                                                        | -                                                                      |                                                                        |
| 7-9-2019                                                               | Istanbul                                                               | Turchia                                                                | 1 – 0                                                                  | Andorra                                                                | Qual. Euro 2020                                                        | -                                                                      | 79’                                                                    |
| 10-9-2019                                                              | Saint-Denis                                                            | Francia                                                                | 3 – 0                                                                  | Andorra                                                                | Qual. Euro 2020                                                        | -                                                                      | 80’                                                                    |
| 11-10-2019                                                             | Andorra La Vella                                                       | Andorra                                                                | 1 – 0                                                                  | Moldavia                                                               | Qual. Euro 2020                                                        | -                                                                      | 73’                                                                    |
| 14-11-2019                                                             | Elbasan                                                                | Albania                                                                | 2 – 2                                                                  | Andorra                                                                | Qual. Euro 2020                                                        | -                                                                      | 43’                                                                    |
| 17-11-2019                                                             | Andorra La Vella                                                       | Andorra                                                                | 0 – 2                                                                  | Turchia                                                                | Qual. Euro 2020                                                        | -                                                                      | 85’                                                                    |
| 3-9-2020                                                               | Riga                                                                   | Lettonia                                                               | 0 – 0                                                                  | Andorra                                                                | UEFA Nations League 2020-2021                                          | -                                                                      | 84’                                                                    |
| 6-9-2020                                                               | Andorra La Vella                                                       | Andorra                                                                | 0 – 1                                                                  | Fær Øer                                                                | UEFA Nations League 2020-2021                                          | -                                                                      | 24’                                                                    |
| 11-11-2020                                                             | Lisbona                                                                | Portogallo                                                             | 7 – 0                                                                  | Andorra                                                                | Amichevole                                                             | -                                                                      | 69’                                                                    |
| 17-11-2020                                                             | Andorra La Vella                                                       | Andorra                                                                | 2 – 1                                                                  | Lettonia                                                               | UEFA Nations League 2020-2021                                          | -                                                                      | 84’                                                                    |
| 3-6-2021                                                               | Andorra La Vella                                                       | Andorra                                                                | 1 – 4                                                                  | Irlanda                                                                | Amichevole                                                             | -                                                                      | 60’                                                                    |
| 5-9-2021                                                               | Londra                                                                 | Inghilterra                                                            | 4 – 0                                                                  | Andorra                                                                | Qual. Mondiali 2022                                                    | -                                                                      | 74’                                                                    |
| 12-11-2021                                                             | Andorra La Vella                                                       | Andorra                                                                | 1 – 4                                                                  | Polonia                                                                | Qual. Mondiali 2022                                                    | -                                                                      | 66’                                                                    |
| 28-3-2022                                                              | Andorra La Vella                                                       | Andorra                                                                | 1 – 0                                                                  | Grenada                                                                | Amichevole                                                             | -                                                                      | 58’                                                                    |
| 10-6-2022                                                              | Andorra La Vella                                                       | Andorra                                                                | 2 – 1                                                                  | Liechtenstein                                                          | UEFA Nations League 2022-2023                                          | -                                                                      | 86’                                                                    |
| 14-6-2022                                                              | Chisinau                                                               | Moldavia                                                               | 2 – 1                                                                  | Andorra                                                                | UEFA Nations League 2022-2023                                          | -                                                                      | 55’                                                                    |
| 5-6-2024                                                               | Badajoz                                                                | Spagna                                                                 | 5 – 0                                                                  | Andorra                                                                | Amichevole                                                             | -                                                                      | 79’                                                                    |
| Totale                                                                 |                                                                        | Presenze                                                               | 47                                                                     |                                                                        | Reti                                                                   | 0                                                                      |                                                                        |

## Palmarès

### Club

#### Competizioni nazionali
- Campionato andorrano: 1

Inter Escaldes: 2020-2021
- Supercopa andorrana: 2

Inter Escaldes: 2020, 2021

#### Competizioni regionali
- Primera Catalana: 1

FC Andorra: 2018-2019